# آن ماري أوكونور
آن ماري أوكونور (بالإنجليزية: Anne-Marie O'Connor)‏ هي كاتِبة وصحفية أمريكية، ولدت في 13 فبراير 1959.

## وصلات خارجية
- الموقع الرسمي